# Božetice
Božetice (německy Boschetitz) jsou obec v okrese Písek v Jihočeském kraji. V obci, ke které patří i vesnice Radihošť, v nich žije 347 obyvatel.
Božetice leží cca sedm kilometrů východně od Milevska a cca tři kilometry jihozápadně od Sepekova.
V obci je muzeum mlynářství, pekařství a zemědělství.

## Historie
Název obce znamená ves lidí Božetových či Božatových. První písemná zmínka o vesnici pochází z roku 1291. V tomto roce byly zemským soudem zabaveny některé statky Vítkovců. Král Václav II. 17. června 1291 odevzdal biskupu Dobešovi tvrz Skalici, Sepekov a několik okolních vesnic (Zběšice, Držkrajov, Vlksice, Vratišov, Nosetín, Chyšky, Hodětín a Božetice.) V tomto období patřila ves k majetku rodu Vítkovců. V roce 1378 krumlovští páni, Petr, Oldřich, Jan a Jošt Rožmberkové věnovali špitálu pro chudé poutníky v Římě výtěžek z platů z Božetic a Oltyně. V roce 1457 zastavil Jan z Rožmberka Janu z Lobkovic Božetice, Jistebnici, Držkrajov, Sepekov a Přeštěnici. Do roku 1530 patřily Božetice Rožmberkům, později ves připadla Kryštofovi ze Švamberka. V držení rodu Švamberků byla ves do roku 1562, pak patřily Božetice k majetku milevského kláštera.
Škola byla založena roku 1860. Dříve vyučoval vysloužilý vojín po chalupách nebo děti docházely do Sepekova. Do roku 1880 do místní školy docházely děti z Vlksic. Sbor dobrovolných hasičů byl založený roku 1892. Elektrifikace vesnice byla provedena v roce 1928.
V roce 1930 zde žilo 587 obyvatel v 120 číslech popisných. Pošta, fara, četnictvo byly v Sepekově.

## Obyvatelstvo
| Rok            | 1869 | 1880 | 1890 | 1900 | 1910 | 1921 | 1930 | 1950 | 1961 | 1970 | 1980 | 1991 | 2001 | 2011 | 2021 |
| -------------- | ---- | ---- | ---- | ---- | ---- | ---- | ---- | ---- | ---- | ---- | ---- | ---- | ---- | ---- | ---- |
| Počet obyvatel | 762  | 761  | 756  | 702  | 678  | 718  | 676  | 585  | 497  | 449  | 406  | 395  | 398  | 384  | 332  |
| Počet domů     | 109  | 110  | 116  | 119  | 125  | 125  | 135  | 145  | 134  | 124  | 115  | 120  | 162  | 169  | 175  |

## Obecní správa

### Části obce
Obec Božetice se skládá ze dvou částí na stejnojmenných katastrálních územích.
- Božetice
- Radihošť

### Obecní symboly
Znak a vlajka byly obci uděleny rozhodnutím předsedy Poslanecké sněmovny Parlamentu České republiky dne 9. října 2007.

### Členství ve sdruženích
Obec Božetice je členem sdružení Čechy nad zlato, které vzniklo v roce 1996 za účelem ochrany životního prostředí v oblastech ohrožených průzkumem ložisek a těžbou zlata.

## Pamětihodnosti
- Kaple Nejsvětější Trojice z roku 1852.[12] Kaple byla vystavěná nákladem místních občanů.
- Před kaplí se nachází kamenný pomník padlým v první světové válce. Na pamětní desce je nápis: „VÍTĚZŮM OBĚTOVANÝM 1914–1918“. Dále je zde uvedeno devatenáct jmen padlých spoluobčanů.
- Po levé straně u vchodu do kaple je prostý kamenný kříž.
- Výklenková Zůrkova nebo Komárkova kaple z osmnáctého století se nachází západně, zhruba kilometr po polní cestě směrem k hájovně Bečov od Sepekova. V roce 1820 byla sedlákem Matějem Zurkou opravena a 8. října v tomto roce znovu vysvěcena.[13]
- U domu čp. 30 roste památkově chráněná lípa.
- Zhruba kilometr od obce po proudu říčky Smutné se nachází mlýn Kvěchov. Zde je kamenný, železniční most z roku 1889, kdy byla zprovozněna trať Tábor–Ražice. Poblíž Kvěchova mlýna byl roku 1861 vztyčen kamenný kříž. Současně byla na mostě majitelem mlýna postavena železná socha svatého Jana Nepomuckého.[5] V Kvěchově mlýně trávily své dětství Josefina a Růžena Blažkovy,[14] srostlá dvojčata, která se narodila v roce 1878 v nedalekém Skrýchově u Opařan.[15]
- Těsně za obcí u cesty z Božetic ve směru na Sepekov se nachází první kříž na zdobném kamenném podstavci. U stejné cesty z Božetic ve směru na Sepekov se nedaleko prvého kříže nachází druhý kříž. Kříž je v ohrádce, podstavec je reliéfně zdobený motivem kalicha. Nápis na kulatém štítku chybí.
- Jihovýchodním směrem od obce se dříve doloval kaolin a grafit.[5]
- Kamenný viadukt Božetice

## Rodáci
- Jan Komárek (1846–1924), starosta obce, člen okresního zastupitelstva a občanské záložny v Milevsku[5]

## Galerie

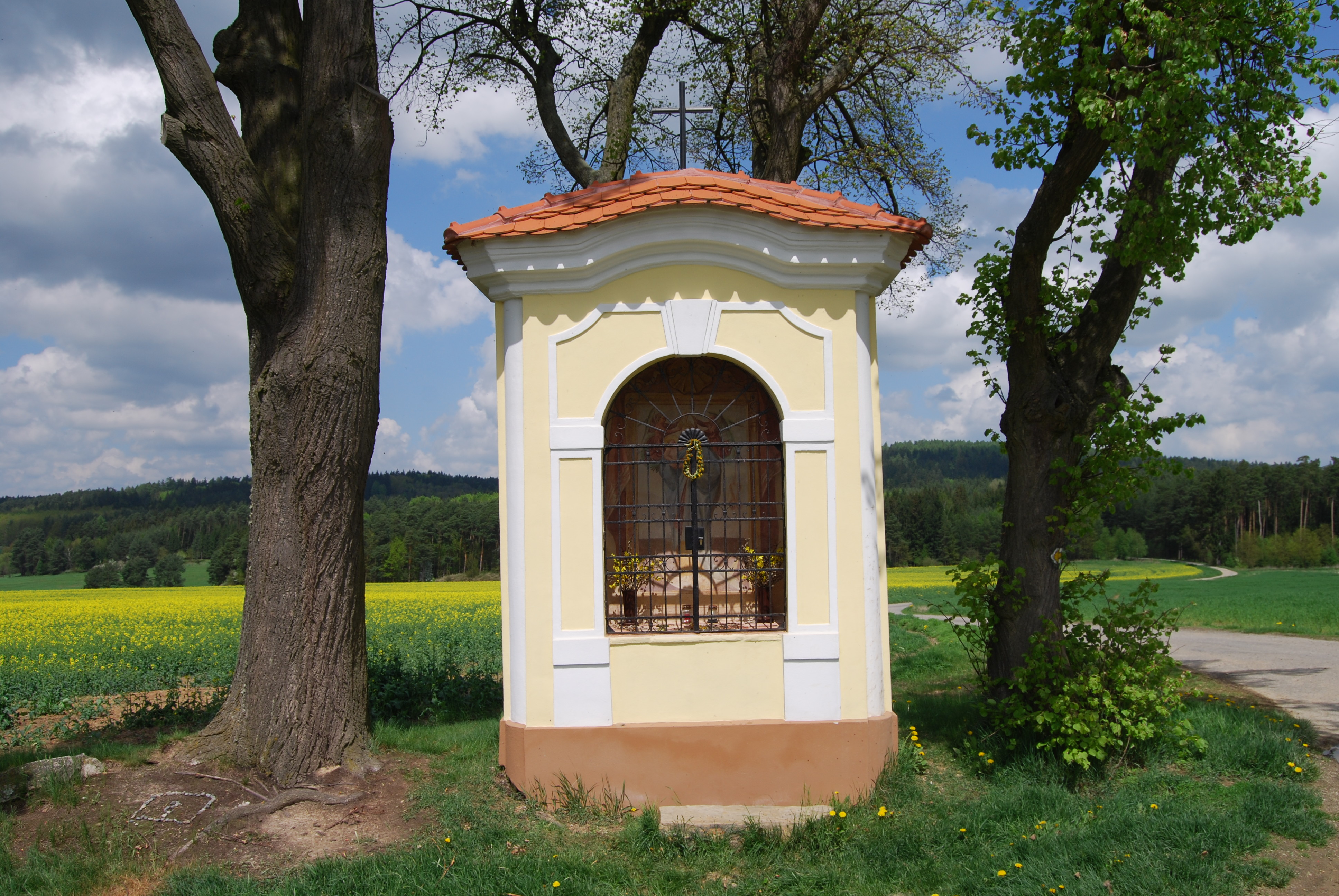
Zůrkova–Komárkova kaple
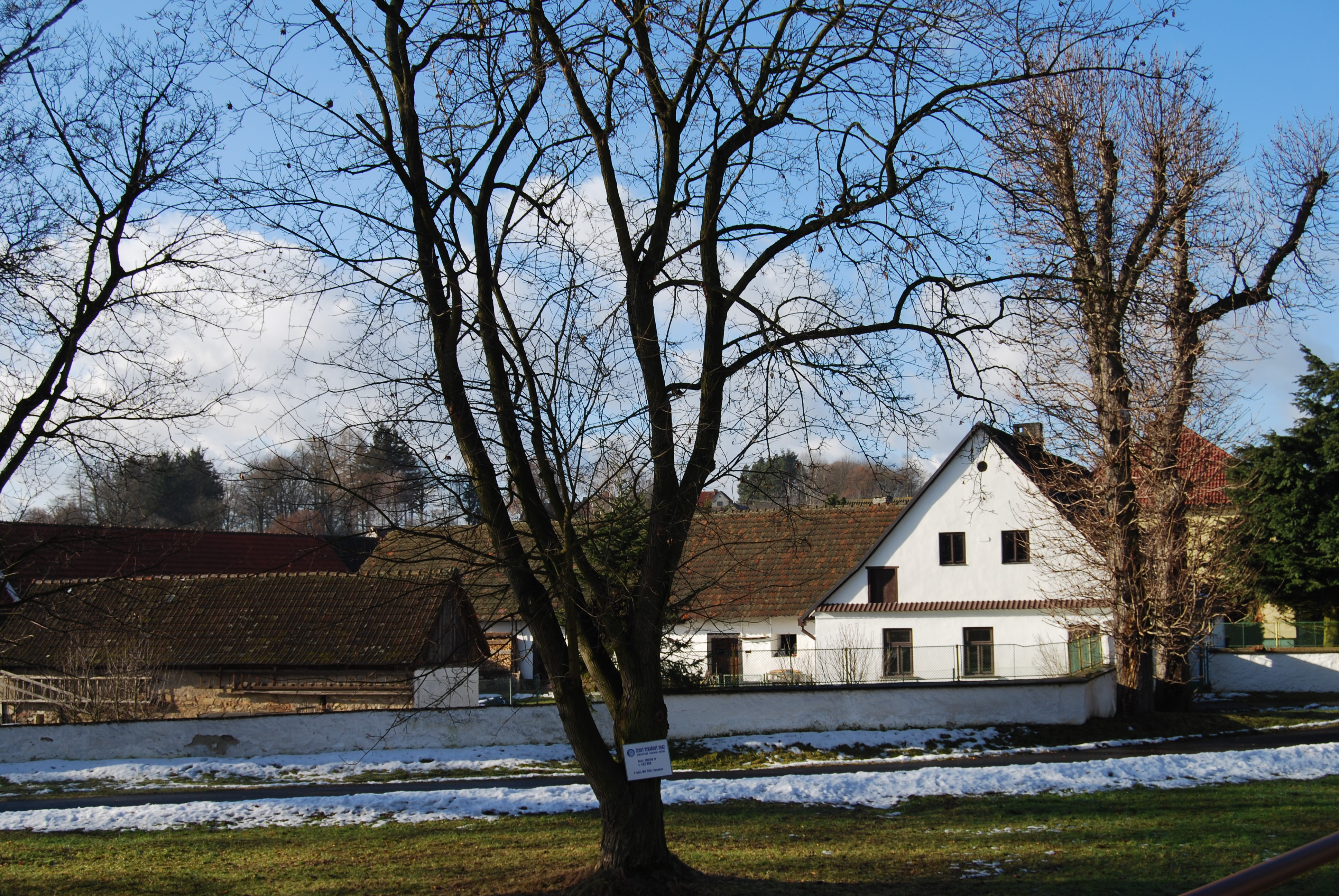
Dům v obci
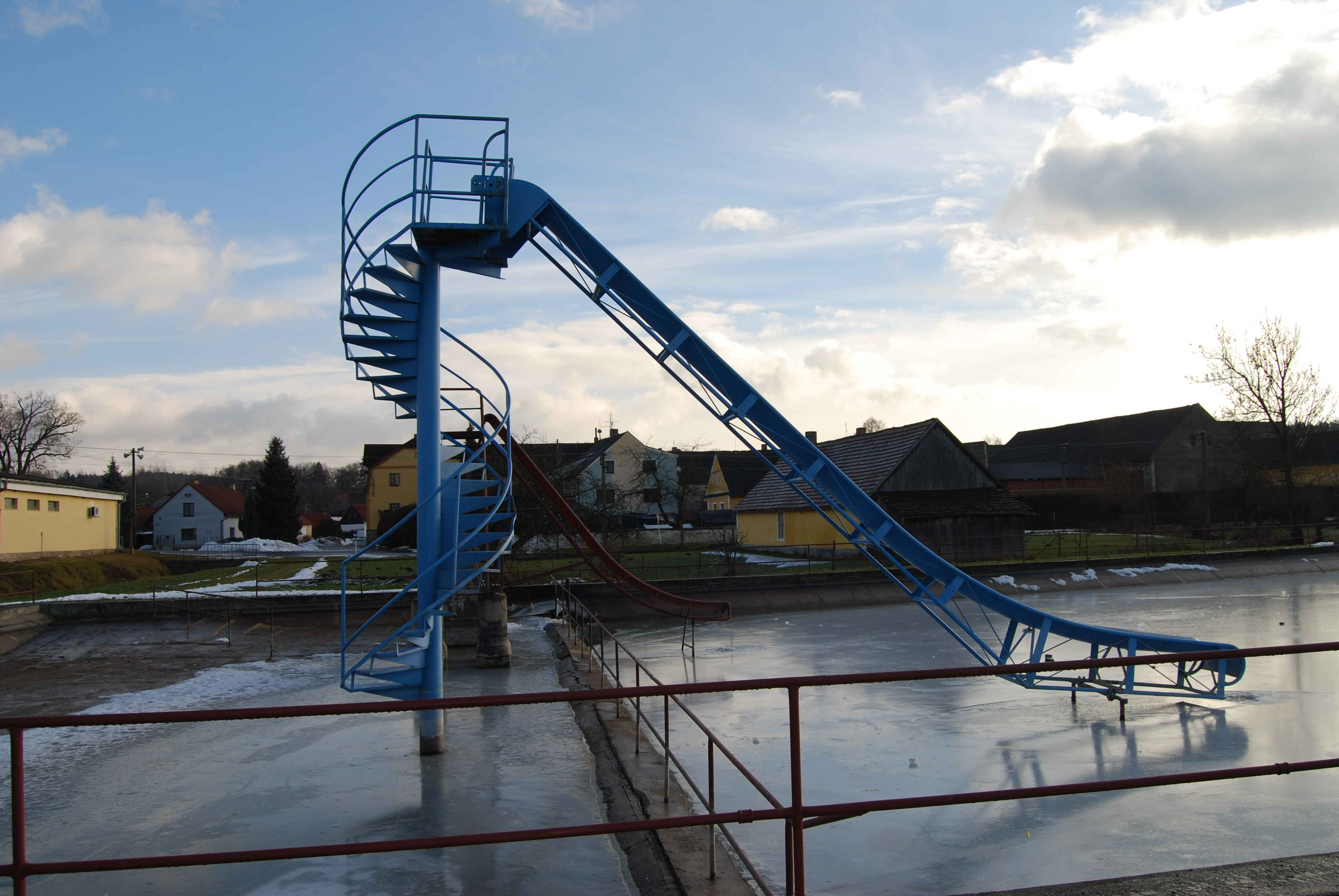
Část obce a požární nádrž
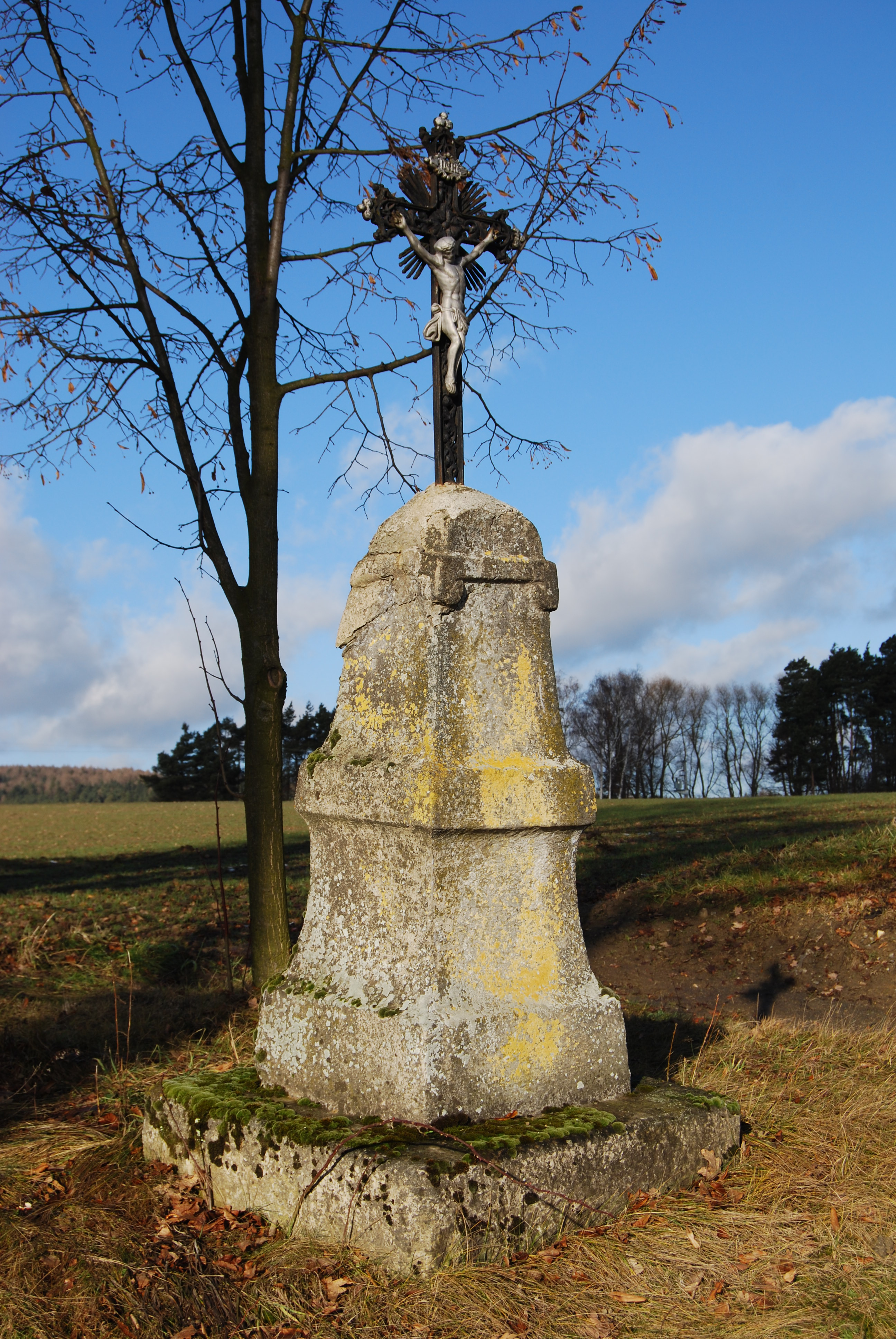
Kříž za obcí
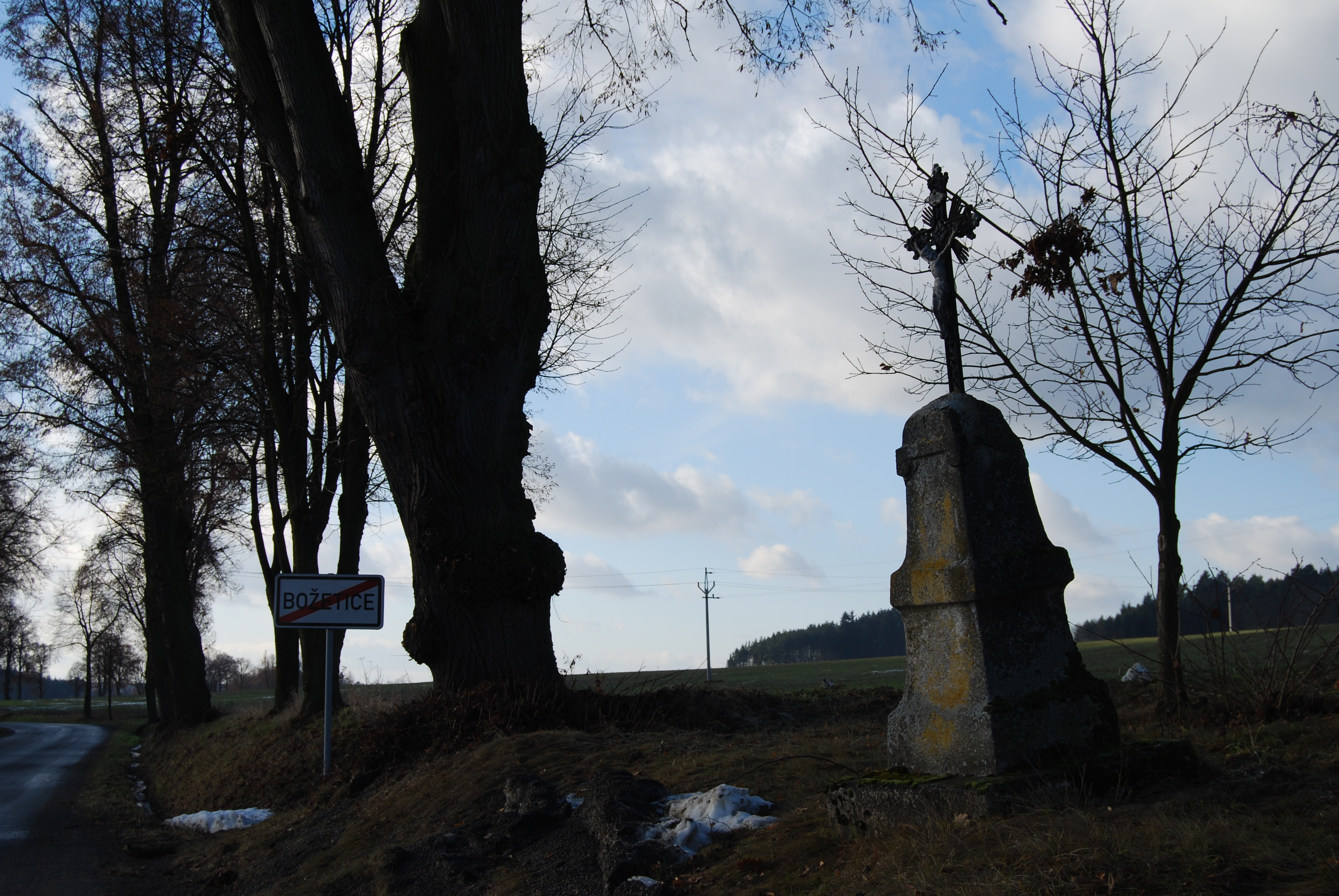
Konec obce
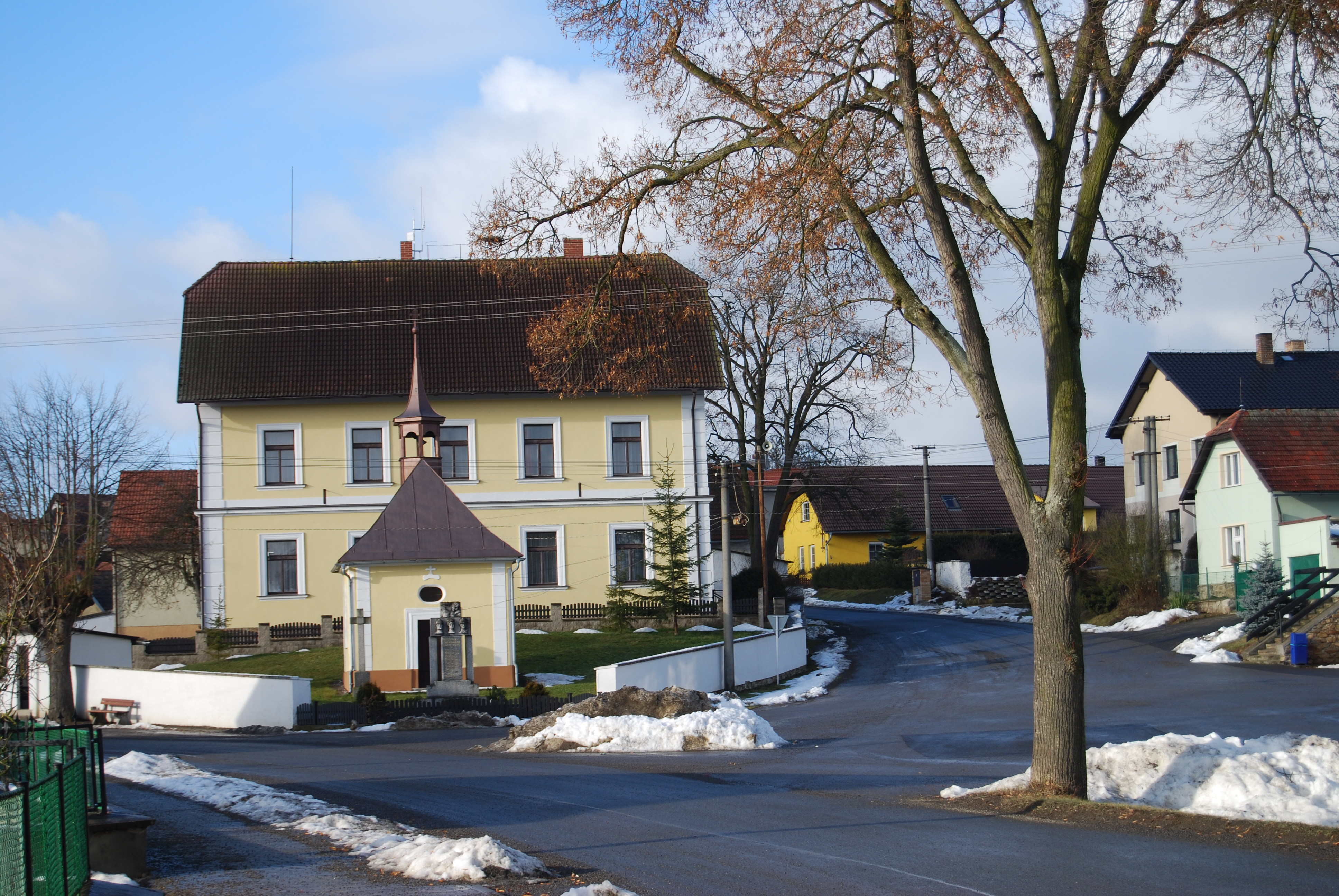
Pohled na náves
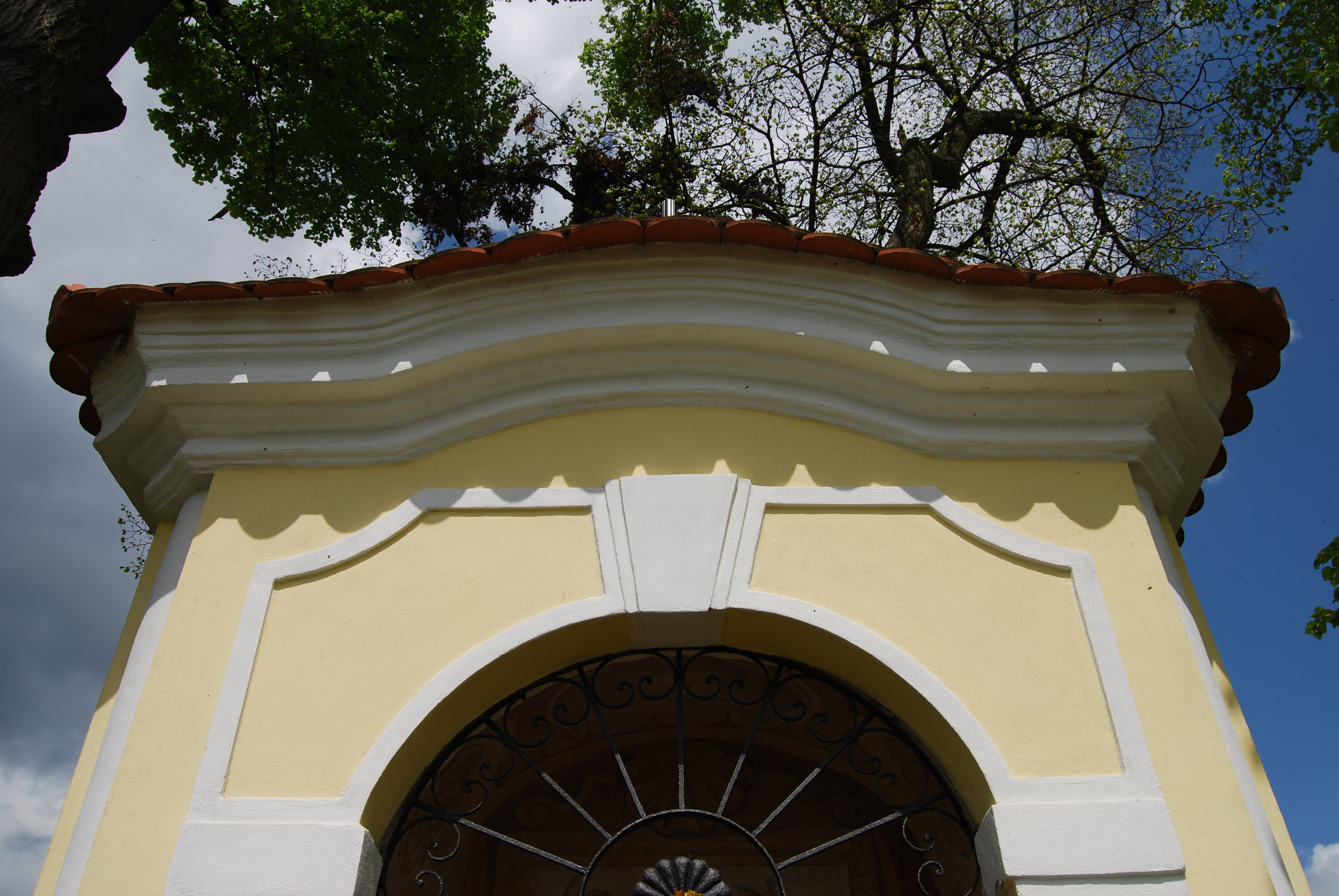
Detail portálu kaple
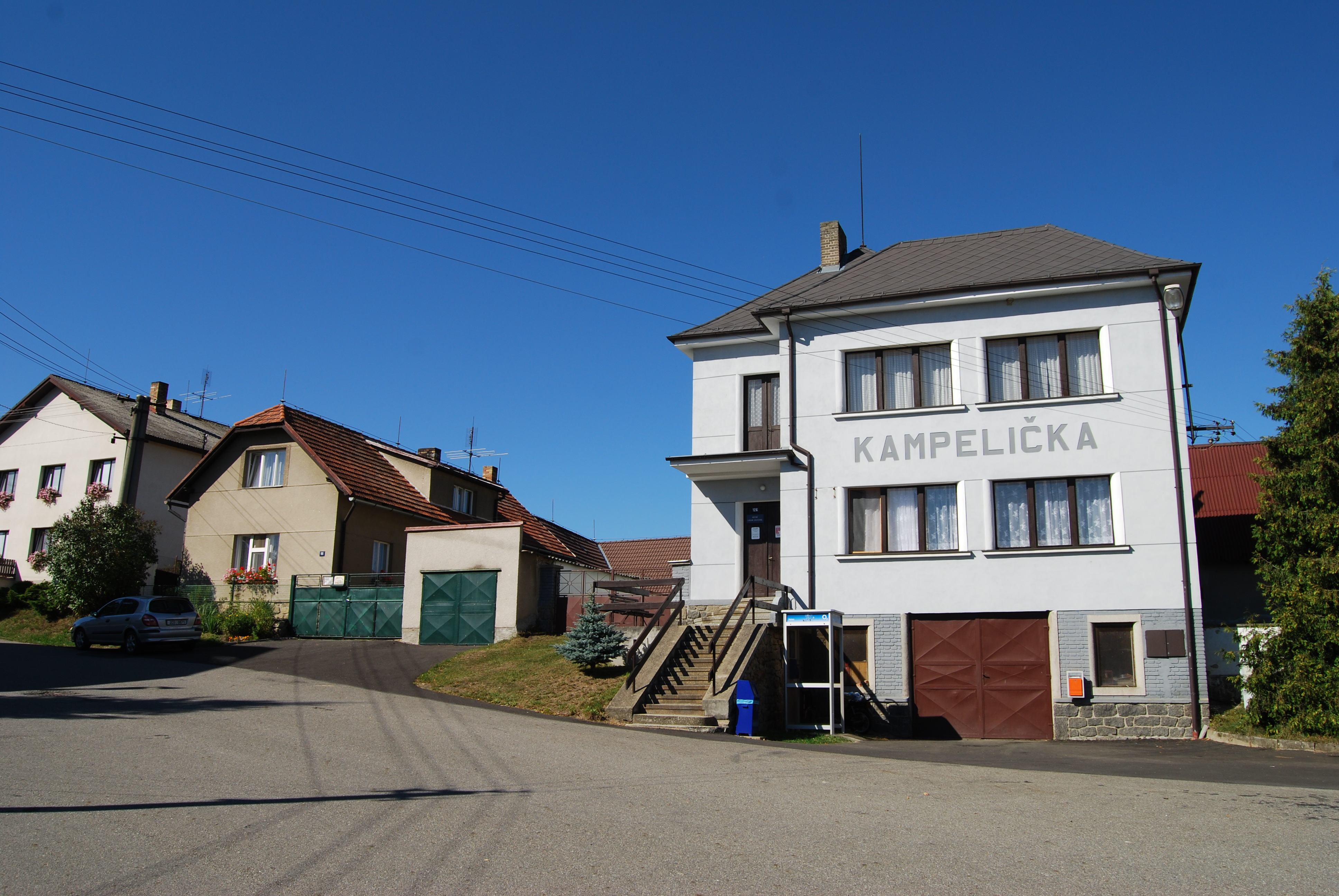
Kampelička
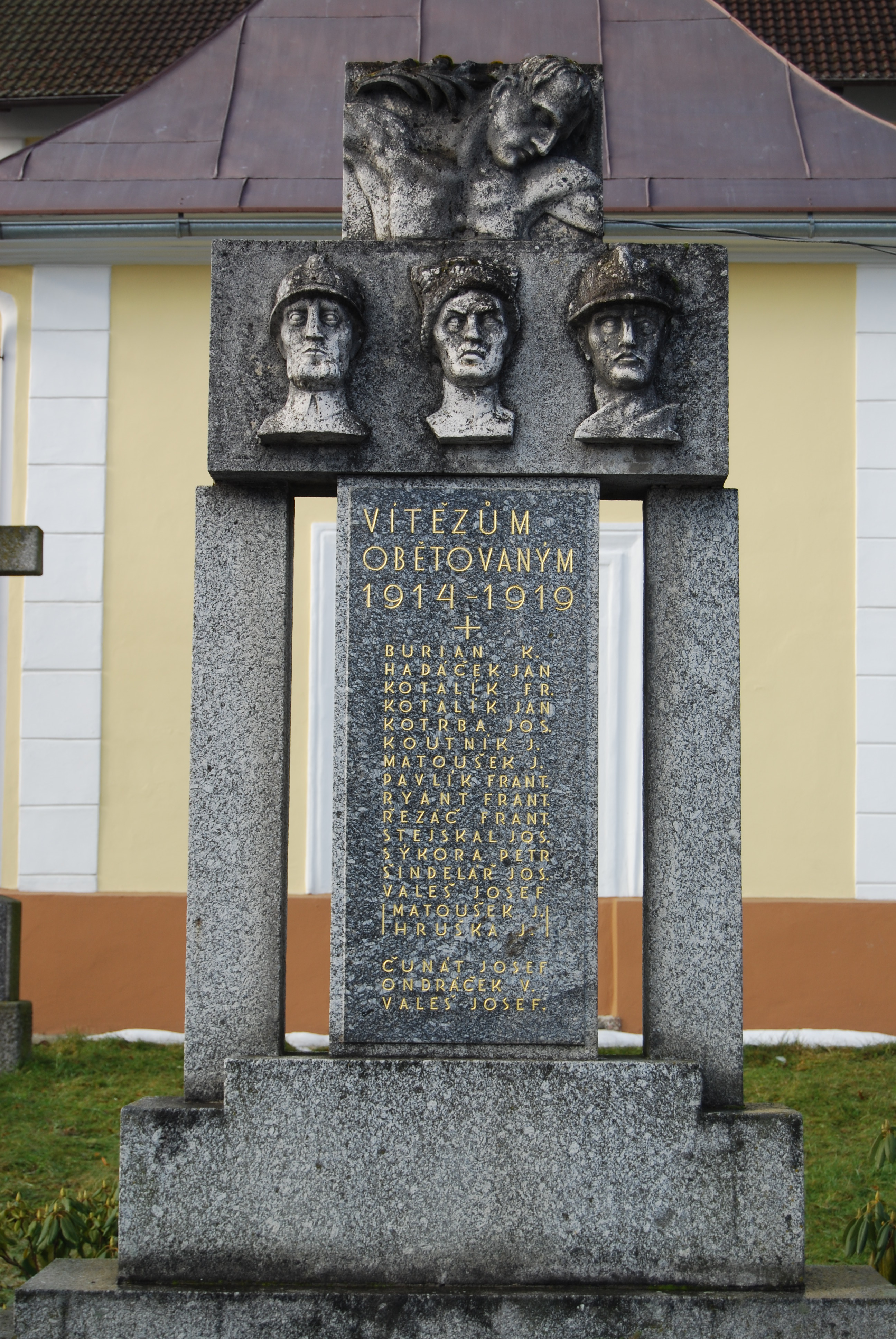
Detail pomníku
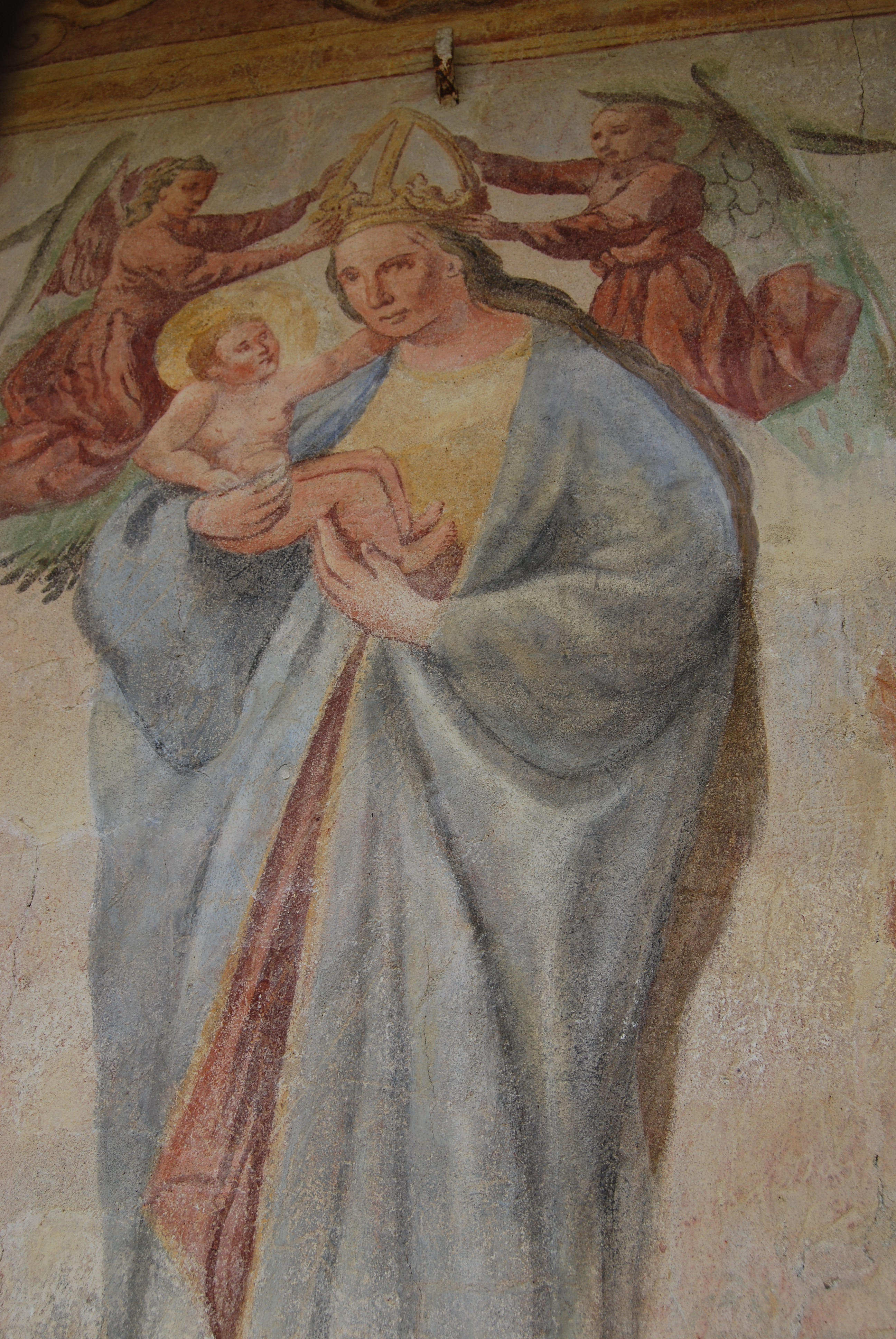
Detail výklenkové kaple